# Liga de Béisbol Profesional Nacional de Nicaragua 2016-17
La XII Liga de Béisbol Profesional Nacional de Nicaragua se disputó del 28 de octubre de 2016 al 18 de enero de 2017. El certamen fue ganado por los Tigres de Chinandega por tercera ocasión en la época moderna del béisbol profesional nicaragüense, por lo que también obtuvieron el derecho de participar en la Serie Latinoamericana.  
El campeonato consistió de una etapa regular, una serie de Play Off y la Serie Final. La Junta Directiva de la liga dedicó la temporada al mánager nicaragüense Noel Areas Balmaceda.

## Equipos participantes
| Equipo     | Ciudad     | Mánager      | Estadio            | Capacidad |
| ---------- | ---------- | ------------ | ------------------ | --------- |
| Bóer       | Managua    | Bandera de ? | Dennis Martínez    |           |
| Gigantes   | Rivas      | Bandera de ? | Yamil Ríos Ugarte  |           |
| Orientales | Granada    | Bandera de ? | Roque Tadeo Zavala |           |
| Tigres     | Chinandega | Bandera de ? | Efraín Tijerino    |           |

## Sistema de competición
Las reglas de la competencia son las siguientes:
- Los cuatro equipos participantes jugarán una etapa regular con el sistema de todos contra todos, por lo que cada uno realizará 48 juegos.
- El equipo que ocupe la primera posición al finalizar la etapa regular clasificará a la Serie Final, mientras que los que se ubiquen en el segundo y tercer puesto realizarán una serie de Play Off para decidir el otro clasificado a la Serie Final.
- La serie de Play Off se disputará al mejor de cinco juegos, mientras que la Serie Final al mejor de siete.
- De acuerdo a la bases de competición, los equipos que terminen clasificados tanto a la ronda de Play Off como a la Serie Final, tienen derecho a escoger dos refuerzos del equipo que terminó en el cuarto puesto, uno de los cuales debe ser de nacionalidad nicaragüense.

## Resultados

### Etapa regular

#### Posiciones
| Equipo     | JJ | G  | P  | PCT  | JV | Local | Visita |
| ---------- | -- | -- | -- | ---- | -- | ----- | ------ |
| Tigres     | 48 | 27 | 21 | ,563 | -  | 14-11 | 11-12  |
| Gigantes   | 48 | 26 | 22 | ,542 | 1  | 12-12 | 14-10  |
| Bóer       | 48 | 23 | 25 | ,479 | 4  | 10-13 | 12-13  |
| Orientales | 48 | 20 | 28 | ,417 | 7  | 13-10 | 7-18   |

|  |                                     |
|  | Clasificado a la Serie Final.       |
|  | Clasificado a la serie de Play Off. |

#### Calendario
| 28 de octubre | Tigres   | 1-3  | Oriental | Granada    |
| 28 de octubre | Bóer     | 8-5  | Gigantes | Rivas      |
| 29 de octubre | Oriental | 10-3 | Tigres   | Chinandega |
| 29 de octubre | Gigantes | 11-2 | Bóer     | Managua    |
| 30 de octubre | Oriental | 5-6  | Bóer     | Managua    |
| 30 de octubre | Tigres   | 1-15 | Gigantes | Rivas      |

| 1 de noviembre | Bóer     | 1-2 (E/6)   | Oriental | Granada    |
| 1 de noviembre | Gigantes | 4-5 (E/6.1) | Tigres   | Chinandega |
| 3 de noviembre | Bóer     | 4-6         | Tigres   | Chinandega |
| 3 de noviembre | Oriental | 5-1 (E/15)  | Gigantes | Rivas      |
| 4 de noviembre | Gigantes | 13-1        | Bóer     | Managua    |
| 4 de noviembre | Tigres   | 13-2        | Oriental | Granada    |
| 5 de noviembre | Gigantes | 11-8        | Tigres   | Chinandega |
| 5 de noviembre | Oriental | 6-7 (E/10)  | Bóer     | Managua    |

| 8 de noviembre  | Bóer     | 2-10       | Tigres   | Chinandega |
| 8 de noviembre  | Oriental | 6-7        | Gigantes | Rivas      |
| 9 de noviembre  | Tigres   | 6-5        | Bóer     | Managua    |
| 9 de noviembre  | Gigantes | 15-3       | Oriental | Granada    |
| 10 de noviembre | Oriental | 4-5        | Bóer     | Managua    |
| 10 de noviembre | Tigres   | 0-1        | Gigantes | Rivas      |
| 11 de noviembre | Gigantes | 5-6        | Bóer     | Managua    |
| 11 de noviembre | Oriental | 8-2        | Tigres   | Chinandega |
| 12 de noviembre | Bóer     | 4-2 (E/11) | Oriental | Granada    |
| 12 de noviembre | Gigantes | 4-1        | Tigres   | Chinandega |
| 13 de noviembre | Bóer     | 3-4 (E/11) | Tigres   | Chinandega |
| 13 de noviembre | Oriental | 9-7 (E/13) | Gigantes | Rivas      |

| 15 de noviembre | Oriental | 5-13        | Bóer     | Managua    |
| 15 de noviembre | Tigres   | 5-7         | Gigantes | Rivas      |
| 16 de noviembre | Bóer     | 8-16        | Oriental | Granada    |
| 16 de noviembre | Gigantes | 6-8         | Tigres   | Chinandega |
| 18 de noviembre | Tigres   | 10-5        | Bóer     | Managua    |
| 18 de noviembre | Gigantes | 4-5         | Oriental | Granada    |
| 19 de noviembre | Bóer     | 10-8 (E/11) | Gigantes | Rivas      |
| 19 de noviembre | Oriental | 2-3         | Tigres   | Chinandega |
| 20 de noviembre | Bóer     | 0-1 (E/11)  | Oriental | Granada    |
| 20 de noviembre | Tigres   | 6-2 E/11)   | Gigantes | Rivas      |

| 22 de noviembre | Tigres   | 14-5 (E/11) | Bóer     | Managua    |
| 22 de noviembre | Gigantes | 6-2         | Oriental | Granada    |
| 23 de noviembre | Bóer     | 23-5        | Tigres   | Chinandega |
| 23 de noviembre | Oriental | 0-1         | Gigantes | Rivas      |
| 26 de noviembre | Oriental | 7-10 (E/7)  | Bóer     | Managua    |
| 26 de noviembre | Tigres   | 4-4 (E/7)   | Gigantes | Rivas      |
| 27 de noviembre | Bóer     | 14-8        | Tigres   | Chinandega |
| 27 de noviembre | Gigantes | 6-5         | Oriental | Granada    |

| 29 de noviembre | Gigantes | 15-4       | Bóer     | Managua    |
| 29 de noviembre | Oriental | 12-5       | Tigres   | Chinandega |
| 30 de noviembre | Bóer     | 5-3        | Gigantes | Rivas      |
| 30 de noviembre | Tigres   | 5-9        | Oriental | Granada    |
| 1 de diciembre  | Bóer     | 8-6        | Tigres   | Chinandega |
| 1 de diciembre  | Oriental | 2-4        | Gigantes | Rivas      |
| 2 de diciembre  | Oriental | 4-5 (E/10) | Bóer     | Managua    |
| 2 de diciembre  | Gigantes | 5-9        | Tigres   | Chinandega |
| 3 de diciembre  | Tigres   | 16-5       | Bóer     | Managua    |
| 3 de diciembre  | Gigantes | 23-5       | Oriental | Granada    |
| 4 de diciembre  | Bóer     | 12-8       | Gigantes | Rivas      |
| 4 de diciembre  | Oriental | 5-6        | Tigres   | Chinandega |

| 6 de diciembre  | Gigantes | 10-8       | Bóer     | Managua    |
| 6 de diciembre  | Tigres   | 6-5 (E/11) | Oriental | Granada    |
| 9 de diciembre  | Tigres   | 7-4        | Bóer     | Managua    |
| 9 de diciembre  | Gigantes | 0-3        | Oriental | Granada    |
| 10 de diciembre | Bóer     | 0-7        | Gigantes | Rivas      |
| 10 de diciembre | Oriental | 8-16       | Tigres   | Chinandega |
| 11 de diciembre | Oriental | 11-5       | Bóer     | Managua    |
| 11 de diciembre | Tigres   | 5-4        | Gigantes | Rivas      |
| 11 de diciembre | Tigres   | 3-6        | Gigantes | Rivas      |

| 13 de diciembre | Gigantes | 6-13 | Tigres   | Chinandega |
| 26 de diciembre | Bóer     | 3-13 | Oriental | Granada    |
| 14 de diciembre | Bóer     | 7-4  | Oriental | Granada    |
| 14 de diciembre | Tigres   | 8-7  | Gigantes | Rivas      |
| 15 de diciembre | Gigantes | 1-7  | Bóer     | Managua    |
| 15 de diciembre | Tigres   | 2-4  | Oriental | Granada    |
| 16 de diciembre | Gigantes | 3-5  | Bóer     | Managua    |
| 16 de diciembre | Oriental | 8-5  | Tigres   | Villanueva |
| 17 de diciembre | Oriental | 2-11 | Gigantes | Rivas      |
| 17 de diciembre | Bóer     | 4-14 | Tigres   | Chinandega |
| 18 de diciembre | Gigantes | 2-3  | Oriental | Granada    |
| 18 de diciembre | Tigres   | 4-3  | Bóer     | Managua    |

| 20 de diciembre | Bóer     | 3-2 | Gigantes | Rivas      |
| 20 de diciembre | Tigres   | 4-5 | Oriental | Granada    |
| 21 de diciembre | Tigres   | 9-6 | Bóer     | Managua    |
| 21 de diciembre | Oriental | 6-8 | Gigantes | Rivas      |
| 22 de diciembre | Bóer     | 8-6 | Oriental | Granada    |
| 22 de diciembre | Gigantes | 8-3 | Tigres   | Chinandega |
| 23 de diciembre | Bóer     | 8-5 | Gigantes | Rivas      |
| 23 de diciembre | Tigres   | 0-1 | Oriental | Granada    |

| 27 de diciembre | Gigantes | 3-2   | Bóer     | Managua    |
| 27 de diciembre | Oriental | 3-4   | Tigres   | Chinandega |
| 28 de diciembre | Bóer     | 11-17 | Tigres   | Chinandega |
| 28 de diciembre | Gigantes | 8-6   | Oriental | Granada    |
| 29 de diciembre | Oriental | 3-9   | Bóer     | Managua    |
| 29 de diciembre | Tigres   | 5-6   | Gigantes | Rivas      |
| 30 de diciembre | Bóer     | 3-4   | Oriental | Granada    |
| 30 de diciembre | Gigantes | 9-0   | Tigres   | Chinandega |

| 3 de enero | Bóer     | 10-6 | Gigantes | Rivas   |
| 3 de enero | Tigres   | 1-0  | Oriental | Granada |
| 4 de enero | Tigres   | 15-0 | Bóer     | Managua |
| 4 de enero | Oriental | 1-5  | Gigantes | Rivas   |

### Serie de Play Off
| Equipo   | G | P | PCT  | JV |
| -------- | - | - | ---- | -- |
| Gigantes | 3 | 1 | ,750 | -  |
| Bóer     | 1 | 3 | ,250 | 2  |

|  |                               |
|  | Clasificado a la Serie Final. |

Juego 1
| Equipo   | 1 | 2 | 3 | 4 | 5 | 6 | 7 | 8 | 9 | C | H | E |
| -------- | - | - | - | - | - | - | - | - | - | - | - | - |
| Bóer     | 0 | 0 | 0 | 2 | 0 | 0 | 0 | 0 | 0 | 2 | 8 | 0 |
| Gigantes | 0 | 0 | 0 | 0 | 0 | 0 | 0 | 1 | 0 | 1 | 6 | 1 |

Reporte: Comunicado no. 50

Duración: 3 h 30 m 

Juego 2
| Equipo   | 1 | 2 | 3 | 4 | 5 | 6 | 7 | 8 | 9 | C | H | E |
| -------- | - | - | - | - | - | - | - | - | - | - | - | - |
| Gigantes | 1 | 1 | 0 | 0 | 0 | 0 | 0 | 0 | 1 | 3 | 6 | 1 |
| Bóer     | 0 | 0 | 0 | 0 | 0 | 0 | 0 | 0 | 0 | 0 | 5 | 2 |

Reporte: Comunicado no. 51

Duración: 3 h 1 m 

Juego 3
| Equipo   | 1 | 2 | 3 | 4 | 5 | 6 | 7 | 8 | 9 | C | H | E |
| -------- | - | - | - | - | - | - | - | - | - | - | - | - |
| Bóer     | 0 | 0 | 0 | 0 | 0 | 0 | 0 | 0 | 0 | 0 | 8 | 2 |
| Gigantes | 0 | 0 | 1 | 0 | 0 | 0 | 0 | 0 | x | 1 | 3 | 0 |

Reporte: Comunicado no. 52

Duración: 2 h 29 m

Juego 4
| Equipo   | 1 | 2 | 3 | 4 | 5 | 6 | 7 | 8 | 9 | C | H | E |
| -------- | - | - | - | - | - | - | - | - | - | - | - | - |
| Gigantes | 0 | 0 | 2 | 0 | 0 | 1 | 0 | 0 | 0 | 3 | 6 | 0 |
| Bóer     | 0 | 0 | 0 | 0 | 0 | 0 | 1 | 0 | 0 | 1 | 5 | 1 |

Reporte: Comunicado no 53

Duración: 3 h 12 m

### Serie Final
| Equipo   | G | P | PCT  | JV |
| -------- | - | - | ---- | -- |
| Tigres   | 4 | 1 | ,800 | -  |
| Gigantes | 1 | 4 | ,200 | 3  |

|  |          |
|  | Campeón. |

Juego 1
| Equipo   | 1 | 2 | 3 | 4 | 5 | 6 | 7 | 8 | 9 | C | H  | E |
| -------- | - | - | - | - | - | - | - | - | - | - | -- | - |
| Gigantes | 0 | 0 | 0 | 3 | 0 | 0 | 0 | 1 | 1 | 6 | 8  | 1 |
| Tigres   | 1 | 0 | 1 | 4 | 0 | 0 | 2 | 1 | x | 9 | 18 | 0 |

Reporte: Comunicado no. 54

Duración: 3 h 20 m 

Juego 2
| Equipo   | 1 | 2 | 3 | 4 | 5 | 6 | 7 | 8 | 9 | C | H  | E |
| -------- | - | - | - | - | - | - | - | - | - | - | -- | - |
| Tigres   | 0 | 2 | 0 | 0 | 4 | 0 | 0 | 0 | 0 | 6 | 7  | 1 |
| Gigantes | 1 | 0 | 0 | 0 | 3 | 1 | 0 | 0 | 0 | 5 | 10 | 3 |

Reporte: Comunicado no. 55 (enlace roto disponible en Internet Archive; véase el historial, la primera versión y la última).

Duración: 3 h 35 m 

Juego 3
| Equipo   | 1 | 2 | 3 | 4 | 5 | 6 | 7 | 8 | 9 | C | H  | E |
| -------- | - | - | - | - | - | - | - | - | - | - | -- | - |
| Gigantes | 0 | 2 | 2 | 0 | 0 | 1 | 0 | 1 | 0 | 6 | 10 | 1 |
| Tigres   | 0 | 0 | 4 | 0 | 0 | 0 | 0 | 1 | 0 | 5 | 7  | 0 |

Reporte: Comunicado no. 56

Duración: 3 h 22 m

Juego 4
| Equipo   | 1 | 2 | 3 | 4 | 5 | 6 | 7 | 8 | 9 | C | H | E |
| -------- | - | - | - | - | - | - | - | - | - | - | - | - |
| Tigres   | 0 | 1 | 1 | 0 | 0 | 0 | 0 | 0 | 1 | 3 | 9 | 0 |
| Gigantes | 1 | 0 | 0 | 0 | 0 | 0 | 0 | 0 | 0 | 1 | 3 | 0 |

Reporte: Comunicado no. 57

Duración: 3 h 7 m

Juego 5
| Equipo   | 1 | 2 | 3 | 4 | 5 | 6 | 7 | 8 | 9 | C | H  | E |
| -------- | - | - | - | - | - | - | - | - | - | - | -- | - |
| Gigantes | 0 | 0 | 0 | 1 | 0 | 1 | 1 | 0 | 0 | 3 | 10 | 4 |
| Tigres   | 0 | 1 | 0 | 1 | 3 | 0 | 0 | 0 | x | 5 | 6  | 1 |

Reporte: Comunicado no. 58

Duración: 3 h 13 m 

|                                            |
| Campeón Tigres de Chinandega Tercer título |

## Estadísticas

### Líderes individuales de temporada regular
- Fuente: Estadísticas de Liga de Béisbol Profesional Nacional.

#### Bateadores
| Categoría           | Jugador                | Equipo   | Marca |
| ------------------- | ---------------------- | -------- | ----- |
| Porcentaje de bateo | William Vásquez (VEN)  | Gigantes | ,403  |
| Cuadrangulares      | William Vásquez (VEN)  | Gigantes | 11    |
| Carreras impulsadas | William Vásquez (VEN)  | Gigantes | 55    |
| Hits                | Donell Linares (DOM)   | Oriental | 72    |
| Robos de base       | Darrell Campbell (NCA) | Gigantes | 10    |
| Carreras anotadas   | Darrell Campbell (NCA) | Gigantes | 48    |

#### Lanzadores
| Categoría         | Jugador                               | Equipo      | Marca |
| ----------------- | ------------------------------------- | ----------- | ----- |
| Victorias         | José Rosario (DOM)                    | Gigantes    | 7     |
| Efectividad       | Gustavo Martínez (NCA)                | Oriental    | 1,95  |
| Entradas lanzadas | José Rosario (DOM)                    | Gigantes    | 75,0  |
| Salvados          | Jorge Bucardo (NCA) José Rugama (NCA) | Bóer Tigres | 1     |
| Ponches           | Eulogio de la Cruz (DOM)              | Oriental    | 58    |

## Premios y reconocimientos
La organización otorgó reconocimientos individuales a los peloteros que destacaron en diversas categorías.
| Categoría                               | Ganador                                                       | Equipo   |
| --------------------------------------- | ------------------------------------------------------------- | -------- |
| Jugador más valioso (Temporada regular) | William Vásquez (VEN)                                         | Gigantes |
| Jugador más valioso (Serie Final)       | Everth Cabrera (NCA) Jorge Bucardo (NCA) Wilber Bucardo (NCA) | Tigres   |
| Jugador más valioso (Serie de Play Off) |                                                               |          |
| Mejor bateador                          | William Vásquez (VEN)                                         | Gigantes |
| Líder en carreras impulsadas            | William Vásquez (VEN)                                         | Gigantes |
| Líder en cuadrangulares                 | William Vásquez (VEN)                                         | Gigantes |
| Líder en ERA                            | Gustavo Martínez (NCA)                                        | Oriental |
| Líder en ponches                        | Eulogio de la Cruz (DOM)                                      | Oriental |
| Líder en juegos ganados                 | José Rosario (DOM)                                            | Gigantes |